# Jahntinden
Der Jahntinden ist ein Berg in der Heimefrontfjella des ostantarktischen Königin-Maud-Lands. Er ragt im Skjønsbergskarvet der Sivorgfjella auf.
Wissenschaftler des Norwegischen Polarinstituts benannten ihn 1967. Namensgeber ist der norwegische Politiker Gunnar Jahn (1883–1971), einem Anführer der Widerstandsbewegung gegen die deutsche Besatzung Norwegens im Zweiten Weltkrieg.